# Alfons Reckermann
Alfons Reckermann (* 8. April 1947 in Münster) ist ein deutscher Philosoph und Hochschullehrer.

## Leben
Reckermann unterrichtet an der Ludwig-Maximilians-Universität München (LMU München), wo er seit 1988 eine Professur für Philosophie mit besonderer Berücksichtigung der Sozialphilosophie innehatte.
Reckermann studierte an der Universität Münster und an der Albert-Ludwigs-Universität Freiburg Philosophie, Geschichte, Germanistik und Soziologie. Den Dr. phil. erwarb er 1976 an der Universität Freiburg und habilitierte sich 1986 für das Fach Philosophie an der LMU München.
Er war verheiratet mit Ursula Reckermann (1942–2018) und wohnt in Eichenau.

## Forschungsschwerpunkte
Die Schwerpunkte seiner wissenschaftlichen Arbeit sind in historischer Sicht die Philosophie der Antike und die Philosophie Nietzsches einschließlich ihrer Rezeptionsgeschichte in der gegenwärtigen Philosophie. Insbesondere interessiert er sich für Fragen der Theoriebildung und dabei für den Zusammenhang von Metaphysik und Ethik. Seine aktuelle Forschungstätigkeit gilt der antiken Polis als der ersten und bis heute paradigmatischen Form einer politischen Gemeinschaft.

## Werke
- Sprache und Metaphysik: Zur Kritik der sprachlichen Vernunft bei Herder und Humboldt, München, 1979  (= Diss. Freiburg, 1976)
- Amor mutuus: Annibale Carraccis Galleria-Farnese-Fresken und das Bild-Denken der Renaissance, Köln, 1991, Reihe 'Pictura et Poesis - interdisziplinäre Studien zum Verhältnis von Literatur und Kunst, Bd. 3. ISBN 978-3-412-01589-3
- Lesarten der Philosophie Nietzsches. Ihre Rezeption und Diskussion in Frankreich, Italien und der angelsächsischen Welt, 1960 – 2000, Berlin und New York, 2003. ISBN 978-3-11-017452-6
- Den Anfang denken: Die Philosophie der Antike in den Texten und Darstellungen. Bd. I: Vom Mythos zur Rhetorik, Bd. II: Sokrates, Platon und Aristoteles, Bd. II: Vom Hellenismus zum Christentum, Hamburg, 2011. ISBN 978-3-7873-2151-3
- Überzeugen. Rhetorik und politische Ethik in der Antike, Hamburg, 2018. ISBN 978-3-7873-3437-7

## Aufsätze (in Auswahl)
- „Sauver les Nouménes“. Zur Interferenz von Kunsttheorie und Metaphysik bei Paul Valéry, Zeitschrift für philosophische Forschung, 34, 1980, 38–58.
- Nietzsche und Parmenides, Philosophisches Jahrbuch der Görres-Gesellschaft, 89, 1982, 325–346.
- gemeinsam mit Ursula Reckermann, Kunst als Modell des Kosmos, Zu Michel Butors Dialogue avec 33 variations de Ludwig van Beethoven sur une valse Diabelli, in: Arold Arens (Hrsg.), Text-Etymologie. Untersuchungen zu Textkörper und Textinhalt. Festschrift für Heinrich Lausberg zum 75. Geburtstag, Stuttgart, 1987, 315–327.
- Die „Schuld“ der Form und Möglichkeiten zu ihrer Kompensation. Überlegungen zur Kritik der Rationalität bei Horkheimer und Adorno, Zeitschrift für Philosophische Forschung, 42, 1988, 417–432.
- Das Bild als Bedeutungsträger im philosophischen Diskurs. Ciceros Suche nach einem „optimum genius dicendi“ und ihre Folgen für die klassizistische Kunsttheorie, konkretisiert am Beispiel der Galleria Farnese und ihre Deutung durch G. P. Bellori, in: Wolfgang Harms (Hrsg.), Text und Bild, Bild und Text, Stuttgart, 1990, 96–109.
- Ciceros Theorie der rhetorischen Rationalität, Synthesis Philosophica, Sonderheft zur antiken Philosophie, Zagreb, 1990, 507–530.
- Der göttliche „Dichter des Kosmos“ als Vorbild menschlicher Kunst. Zum Verhältnis kosmologischer und künstlerischer Rationalität aus der Perspektive antiker Philosophie, in: Wolfgang Harms und Klaus Speckenbach (Hrsg.), Bildhafte Rede im Mittelalter und in der frühen Neuzeit. Probleme ihrer Legitimation und ihrer Funktion. Friederich Ohly zum 75. Geburtstag, Tübingen, 1992, 93–107.
- Pascal als Theoretiker religiöser Erfahrung, in: Walter Haug und Dietmar Mieth (Hrsg.), Modelle religiöser Erfahrung in christlicher Tradition, München, 1992, 305–331.
- Das Konzept kreativer „imitatio“ im Kontext der Renaissance-Kunsttheorie, in: Walter Haug und Burghart Wachinger (Hrsg.), Innovation und Originalität im Spätmittelalter und in der frühen Neuzeit, Tübingen, 1993, 98–132.
- Nietzsches Philosophie als dionysische Rechtfertigung des Daseins, Ausblicke, 14, 2003, 87–96.
- Die Einheit der Polis als philosophisches Problem, in: Jean-Marc Narbonne et Alfons Reckermann (éd.), Pensées de l`Un dans l`histoire de la philosophie. Ètudes en hommage au Werner Beierwaltes, Paris et Quebec, 2001, 26–48.